# Crypsis
Crypsis là một chi thực vật có hoa trong họ Hòa thảo (Poaceae).

## Loài
Chi Crypsis gồm các loài: